# Sundsjön (Kristdala socken, Småland)
Sundsjön är en sjö i Oskarshamns kommun i Småland och ingår i Viråns huvudavrinningsområde. Sjön har en area på 0,054 kvadratkilometer och ligger 104,1 meter över havet.

## Delavrinningsområde
Sundsjön ingår i det delavrinningsområde (636462-152159) som SMHI kallar för Mynnar i Hummeln. Medelhöjden är 95 meter över havet och ytan är 24,46 kvadratkilometer. Det finns inga avrinningsområden uppströms utan avrinningsområdet är högsta punkten. Vidbäcken som avvattnar avrinningsområdet har biflödesordning 3, vilket innebär att vattnet flödar genom totalt 3 vattendrag innan det når havet efter 23 kilometer. Avrinningsområdet består mestadels av skog (78 %). Avrinningsområdet har 0,52 kvadratkilometer vattenytor vilket ger det en sjöprocent på 2,1 %. Bebyggelsen i området täcker en yta av 1,32 kvadratkilometer eller 5 % av avrinningsområdet.